# Giovanni Gaibazzi
Giovanni Gaibazzi (Parma, 3 novembre 1808 – Parma, 24 maggio 1888) è stato un pittore italiano.

## Biografia
In gioventù venne avviato alla professione di parrucchiere ma poi studiò pittura assieme a Giovanni Tebaldi e nel 1832 vinse l'annuale premio messo in palio dall'accademia di belle arti di Parma realizzando un Filottete a Nasso.
Si stabilì poi a Roma.
Nel 1837 Maria Luigia gli fece realizzare per la cappella palatina un quadro con i Santi Pietro e Paolo e nel 1839 uno con San Carlo.
Rientrò a Parma dopo il 1840 e fu nominato professore di pittura all'accademia. Maria Luigia gli commissionò varie opere per la chiesa di Santa Maria del Quartiere.
Dal 1878 realizzò diversi ritratti di membri della famiglia reale.